# Nord-Catalans
Pour l’article homonyme, voir Roussillonnais.
Les Roussillonnais sont les habitants du Roussillon, une ancienne province de France disparue en 1790 qui représente la majeure partie du département des Pyrénées-Orientales. Ils sont autrement appelés Catalans, nom qui fait référence à l'histoire et la culture catalane du Roussillon, territoire qui est également appelé Catalogne nord depuis les années 1930. La population roussillonnaise représente environ 430 000 habitants en 2009.

## Ethnonymie
Cette population est connue sous plusieurs appellations, celles-ci sont : Roussillonnais, (qui est issue de Ruscino), Nord-Catalans,, Nords-Catalans, Catalans du nord,, Catalans français,, Catalans de France,, ainsi que tout simplement Catalans.
Dans les années 2010, les habitants du département des Pyrénées-Orientales se désignent comme Catalans, Pyrénéens-Orientaux, Roussillonnais et plus rarement Pyrénaliens. Par ailleurs, à la suite de la réforme des régions, ce département est intégré en 2016 dans une nouvelle région baptisée « Occitanie », ce nom n'est pas du tout accepté par une partie des habitants des Pyrénées-Orientales, car ils se définissent comme Catalans et non comme Occitans.

## Anthropologie et ethnologie
Primitivement habité par des peuplades dépendantes de la grande famille ibère, dont les principales étaient les Sordes dans la plaine, les Consuarani dans le Conflent et le Capcir, les Cerretani dans la Cerdagne et les Indigetes dans le Haut-Vallespir, le Roussillon passe ensuite au pouvoir des Romains, qui en font une province de la première Narbonnaise. Plus tard, il est tour à tour envahi par les Alains, les Suèves et les Vandales, puis tombe aux mains des Wisigoths qui tiennent alors une moitié de l'Espagne et de la France. Les Sarrasins d'Afrique s'en emparent en 724 jusqu'à ce que Pépin le Bref expulse les Maures de France en 759. Devenu indépendant à l'époque de Charles le Simple, le Roussillon est ensuite intégré dans la couronne d'Aragon en 1178, puis conquis par les armées de Louis XIII en 1640 et finalement réuni à la France en 1659 via le traité des Pyrénées.
L'esprit des Roussillonnais a été  bien apprécié par Pierre de Marca qui, en 1655, écrivait au comte d'Estrades : « Le seul moyen de les gagner consiste à leur témoigner que l'on estime leur courage, leur constance et leur adresse politique (car ils se piquent fort de cela) : à quoi il faut ajouter les caresses et le soulagement du peuple, autant qu'il se peut ; ils contribuent à ce qu'ils peuvent, lorsqu'ils y sont conviés de bonne grâce, mais ils ne peuvent souffrir ni l'injure personnelle, ni la violence réelle. ». Dans la première moitié du XIXe siècle, d'après Abel Hugo, l'impétuosité dans le caractère, la franchise dans les relations sociales et une haute opinion de soi-même, sont les traits distinctifs du Roussillonnais, partout où l'éducation n'a point promené son niveau. Ce qu'il aime par-dessus tout, c'est l'indépendance ; les rigueurs et la menace ne peuvent rien sur lui ; il est facile à la bienveillance et aux égards.
Dans le bas pays du Roussillon, là où le sol fécond prodigue ses richesses aux habitants, le commerce et l'industrie ont bientôt fait participer le Roussillonnais à la vie commune du peuple français ; l'instruction s'étant plus vite répandue, a progressivement effacé les traces de l'ancienne législation et des vieux usages. En 1842, il en est du Roussillonnais de la riche plaine de Perpignan comme de l'Auvergnat de la Limagne : ses aspérités se sont usées, les nuances de son caractère se sont fondues ; c'est à peine s'il conserve quelque vestige de son antique nationalité. Le Roussillonnais des villes n'a plus ou presque plus d'individualité, mais tout le passé revit quand on gagne les vallées, surtout lorsqu'on gravit jusqu'à la Cerdagne et jusqu'au Capcir.
Néanmoins, selon Amédée Achard, le Roussillonnais est peut-être de tous les habitants de la France celui qui est le moins Français dans la grande et complète acception du mot en 1842. Sa province est celle où la centralisation a eu le plus de peine à combattre les coutumes nationales et à remplacer l'esprit de localité par l'esprit de la pairie. Les deux cents années qui se sont écoulées après la conquête française dans le Roussillon, n'ont pas suffi à absorber l'instinct provincial, ce sentiment est encore vif dans le haut pays en 1842 et provient peut-être de la manière violente dont l'assimilation s'est produite, car ce sont les armes qui ont décidé du sort du Roussillon et les peuples conquis se souviennent longtemps. Si plus tard un traité a donné la sanction du droit à la possession de fait, il a pu atténuer l'effet résultant de la conquête, mais non le détruire entièrement. Dans la première moitié du XIXe siècle, le Rousillonnais dit encore : « je vais en France », quand il part pour les départements du Languedoc ; quant aux habitants du Capcir, du Conflent et de la Cerdagne, ils préfèrent leur patrie aux plus belles contrées et n’échangeraient pas leurs rochers arides contre les plaines les plus grasses de la Beauce. D'autre part, pour les montagnards du Vallespir et du Conflent, le Français est un « Gabaitx ».
À côté de l'ardeur belliqueuse, l'amour de l'indépendance vit dans le cœur du Roussillonnais au XIXe siècle. Une grande partie de ses défauts, comme de ses qualités, se rattache au caractère de la nation catalane avec laquelle il a une grande affinité à cette époque, aussi bien par le langage que par les mœurs. Vif, brusque et pétulant, le Roussillonnais est prompt à s’irriter ; l'insulte ou la moquerie le trouvent peu endurant ; il revient difficilement sur ses premières impressions. Moins vindicatif peut-être que l'Espagnol, il n'oublie cependant pas plus que lui et le souvenir d'une injure ne s'efface pas de son esprit : il peut pardonner, mais oublier, jamais. En 1842 on sent encore, sous le vernis que la civilisation a jeté sur son caractère comme un voile, le vieil homme des temps passés, c'est-à-dire lorsque le Roussillonnais marchait le poignard à la ceinture et la carabine sous le bras ; courageux, leste et hardi, il se fait un jeu du combat. Au temps des rois de Majorque, les montagnards couraient impétueusement aux armes aussitôt que l'étranger foulait du pied la terre de Roussillon. 
Dans la première moitié du XIXe siècle, le double caractère guerrier et religieux se révèle dans toute l'étendue du territoire roussillonnais : sur tous les sommets étaient autrefois des châteaux-forts et dans toutes les vallées, des églises ; mais bien des églises sont ruinées et bien des monastères ont disparu à cette époque. Ce n’est pas que la foi du Roussillonnais se soit attiédie, mais elle a dû subir les modifications du temps comme les a subies son humeur guerrière. Il croit encore avec sincérité, ardeur et conviction, mais il laisse tomber les pans de murs des vieux cloîtres ; il prie, mais il n'édifie plus de cathédrales. On voit que l'esprit du dix-huitième siècle et que la Révolution de 1789 sont passés par là, s'ils n'ont pas tari la source de la foi catholique, ils en ont empêché les élans religieux. Cependant, à certaines périodes de l'année, quand les solennités du culte appellent tous les fidèles, les Roussillonnais se hâtent d’accourir en foule et de célébrer avec éclat les fêtes de la religion. La pompe des processions entraîne après elle toute la population des campagnes.
Les montagnards du Roussillon poussent plus loin encore que les Aveyronnais l‘amour de la chicane au XIXe siècle : l’esprit processif est inné parmi eux. Tout donne matière à procès ; le fossé divisoire et le mur mitoyen, sont des sources intarissables de plaidoiries et de citations. On plaide pour le coq qui a mangé une sauterelle hors de ses limites, pour l'agneau qui a maraudé un brin d'herbe, pour l'abeille qui a butiné les fleurs d'autrui, etc. Les Roussillonnais ont un si grand désir d’acquérir quand ils n'ont pas et une si grande crainte de perdre quand ils ont, qu'ils n'épargnent rien pour obtenir ou conserver quelques lambeaux de champs qui doivent les mettre à l'abri du besoin. Les procès sont en raison directe de la misère ; leur nombre diminue à mesure qu'on descend dans la vallée et dans la riche plaine de Perpignan, il n'y en a ni plus ni moins que partout ailleurs.

## Mœurs, usages et coutumes duXIXesiècle

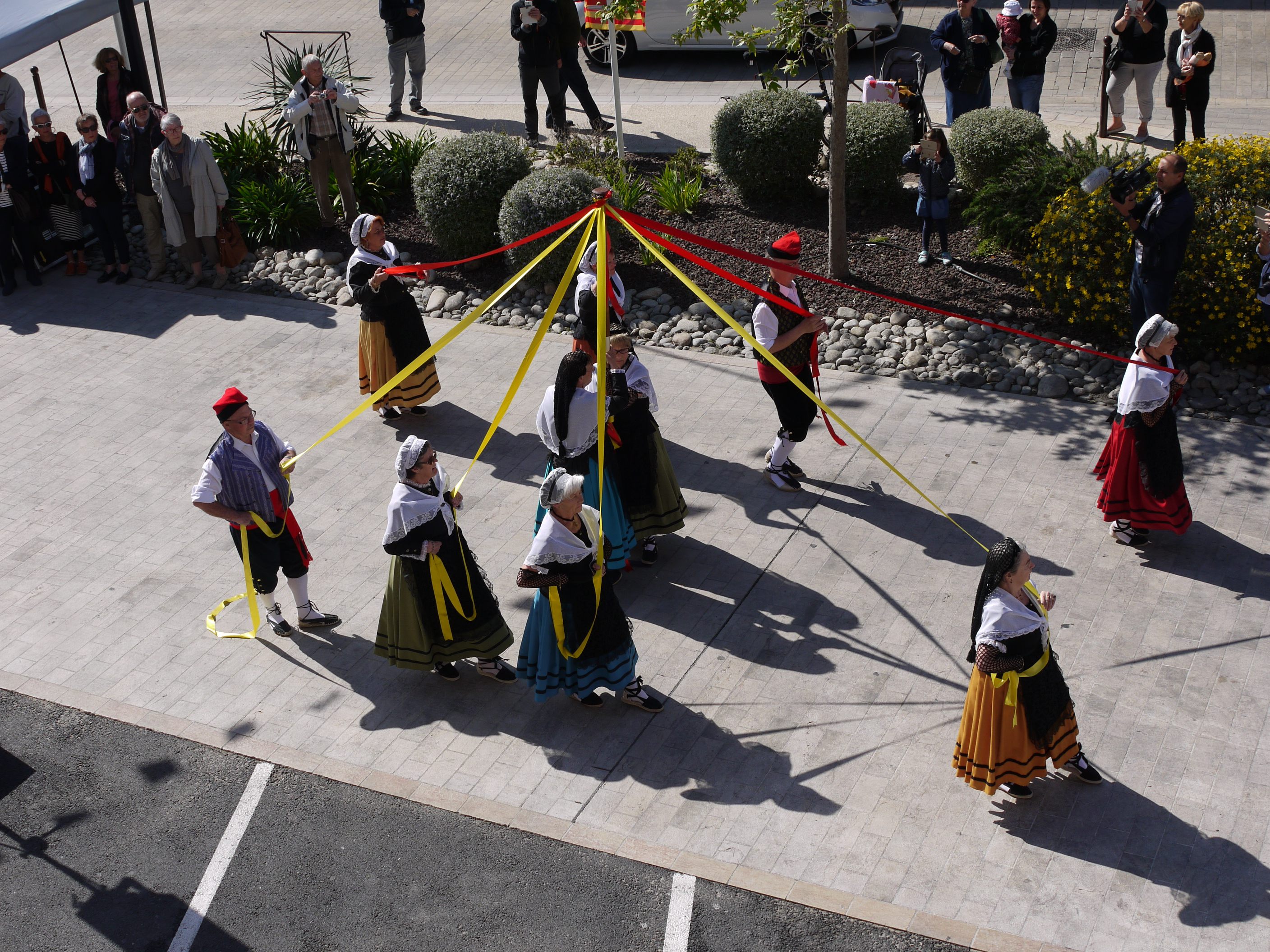
Danses catalanes à Canet-en-Roussillon en 2017.

Avant toute chose, le Roussillonnais est danseur: sa première, sa grande, son éternelle passion, c'est la danse. Toutes les occasions ou presque lui sont bonnes pour s'abandonner à son goût dominant : anniversaires, naissances, baptêmes, mariages, etc. Les Roussillonnais poussent si loin l'amour de la danse, qu'ils exécutent entre eux, sans le concours des femmes, une danse particulière appelée le « contre-pas ». Les hommes figurent en rond en se tenant par la main ou isolément les uns devant les autres ; il n’est pas rare d'en voir cent, deux cents, trois cents même, danser ainsi. Au « contre-pas » succèdent les « balls » auxquels les femmes prennent part avec une ardeur qui ne le cède en rien à celle de leurs maris. Le « saut à deux » est fort en usage dans le Capcir, les montagnards exécutent cette danse à la fois élégante et particulière, où la femme, enlevée par son cavalier, reste assise quelques instants sur sa main, tandis qu’il tournoie sur lui-même, en jouant avec un vase dont le nom, « almaratxa », est comme la danse d'origine mauresque. C’est une burette de verre blanc à pied, à panse large, à goulot étroit et garnie de plusieurs becs par lesquels les danseurs arabes faisaient pleuvoir des eaux de senteur sur les almées. Les « Seguidilles », est une danse d’origine catalane qui s'exécute au chant de couplets du même nom, par un cavalier et deux danseuses, sur un rythme vif, court et animé. « lo ball de cerimònia » est usité à Prats-de-Mollo, dans le Vallespir, il s'agit d'un cavalier seul qui danse avec un nombre indéterminé de danseuses en figurant devant chacune d’elles tour a tour. Bien d’autres danses encore sont en honneur dans le Roussillon, comme le « ball d'ofici », le « flor », la « manilla », etc. 
L'orchestre des « balls » se compose ordinairement d'un certain nombre d'anciens et grands hautbois, de clarinettes, de cornemuses et d'un flageolet très aigu à trois trous, dont joue le chef d'orchestre, lequel marque la mesure en frappant avec une légère baguette sur un petit tambour de quelques pouces de hauteur et de diamètre suspendu au bras qui tient le flageolet. Les musiciens s'appellent « joglars », nom qui dérive de jongleurs. Comme toutes les populations montagnardes, les Roussillonnais ont des airs nationaux, entre les plus remarquables de ces airs populaires, il y a les « Muntanyes regalades », qui est un chant roussillonnais d’un rythme mélancolique, doux, langoureux et dont les échos répercutent au loin les suaves modulations. Il y a également un autre air, « lo Pardal », qui est un chant plus vif, plus original, plus rapide, mais aussi plus compliqué.
Au XIXe siècle, chaque village a sa fête locale (en catalan : festa major, littéralement : « fête majeure »), quelques-uns en ont même plusieurs. Souvent pendant la festa major, les habitants du village dressent sur la place publique un grand tréteau de planches couvert de feuillage, le tréteau est alors un théâtre, c'est toujours une longue et diffuse narration de la vie de quelque saint martyrisé et il y a parfois jusqu’à quatre-vingts personnages sur la scène. Les mystères représentés datent du XVIIe siècle ou du XVIe siècle, la tradition populaire en a fidèlement conservé le dialogue et l’action. Quand le sujet n’est pas pris dans le martyrologe, il est tiré de la Bible. En outre des fêtes de villages, la dévotion a été la cause de grandes réunions qui appellent les Roussillonnais à jours fixes autour d'ermitages vénérés. Il y en a beaucoup comme cela dans la région, les plus renommés sont ceux de Saint-Ferréol, de Domanova et enfin celui de Núria, où les jeunes femmes qui demandent un enfant dans leurs prières se plongent la tête dans un vase profond. Ces réunions comptent quelquefois jusqu'à dix ou douze mille personnes, selon l'importance de l'ermitage et la réputation du saint.
Le long contact du Roussillon avec l'Espagne a dû nécessairement jeter une teinte espagnole sur les mœurs du département des Pyrénées-Orientales, cette nuance est en 1835 presque effacée dans les villes, cependant elle perce encore dans le goût des cérémonies religieuses, dans une certaine indifférence pour les affaires et dans la prédilection pour quelques amusements de la Péninsule. C'est dans les campagnes que l'influence espagnole est encore toute vivante à cette époque. Sachant par exemple que dans celles-ci, les courses de taureaux sont encore en honneur : le laboureur quitte sa charrue et l'ouvrier sa boutique pour aller courir à ces « fêtes sanglantes ». Les Roussillonnais ont reçu de l'Espagne le goût des cérémonies religieuses, les fêtes du Jeudi Saint et la Fête-Dieu mettent dans tout son éclat cette partie du caractère national : les murs sont tapissés de riches tentures, le pavé jonché de fleurs, l'air étoilé de cierges. Le sanctuaire se change en quelque sorte en un théâtre, où sont représentées les différentes scènes du Nouveau Testament. Il a été remarqué que, depuis la Révolution, ce penchant à dramatiser les choses sacrées s'est beaucoup affaibli ; la dévotion s'accorde mieux avec la piété en 1835.
À Pâques et à la Pentecôte, à la Fête-Dieu et à l'Assomption, les églises regorgent de peuple. Quand vient Noël, la messe de minuit se célèbre encore dans beaucoup de localités en 1842. Tous les marins visitent avec ferveur les chapelles consacrées à la Vierge, le long du rivage ; des croix couronnées d'épines jalonnent les montagnes ; d'humbles oratoires, avec des statuettes de saints, s'élèvent au bord des champs et il n’est pas rare de voir des familles de paysans agenouillées, demander à la madone d'étendre les bénédictions du ciel sur leurs moissons. Le voyageur rencontre des ermitages vénérés dans le Vallespir, la Cerdagne et le Conflent. Enfin, partout la dévotion réchauffe le cœur du peuple, mais à cette dévotion beaucoup de superstition se mêle, comme l'ivraie au bon grain.
Dans presque tout le Roussillon, il est encore d'usage en 1842, après la cérémonie du baptême, de jeter par les fenêtres au peuple assemblé autour de la maison, des dragées, des confitures et des fruits secs, que les enfants se disputent avec avidité. Cette largesse, qui remonte aux premiers temps du christianisme, porte le nom de « Ralleu », mot qu'il faut prononcer « Railleou ». Dans quelques localités des montagnes, il est encore d'usage en 1842 de terminer les enterrements comme les mariages. Le cortège s’assoit au banquet: la profusion des mets et l'abondance des vins éteignent la douleur du décès et il se trouve qu'au matin beaucoup d'entre les convives ont oublié le mort. Le plus souvent le repas est maigre, c'est la coutume qui le veut ; mais, s'il est gras, la volaille et le gibier en sont toujours sévèrement proscrits.

### Mariage
Dans le Vallespir, lors des noces, la mariée est montée sur une mule richement caparaçonnée et le mari est à cheval, tous deux sont suivis des parents et des invités qui chevauchent par couples costumés et chargés de rubans. Jadis, au temps où les maraudeurs, les capitaines de compagnies franches et aussi les barons féodaux, ne se faisaient pas scrupule d'enlever les belles fiancées, c'était ainsi que les noces traversaient les campagnes. Les « spades », choisis parmi les plus braves jeunes hommes, servaient d'escorte à la mariée et lui faisaient une ceinture de leurs corps ; en 1842 l'agression n'est plus à craindre, ils ont remplacé l'épée par le pistolet, qui anime la fête par le bruit. Eux seuls peuvent approcher celle qui marche sous leur garde ; ils la soutiennent dans leurs bras quand elle descend de sa mule, l'enlèvent lestement pour la remettre en selle et la soutiennent dans les passages difficiles. Si la noce approche d'un village, une riante troupe de jeunes filles tendent sur le chemin un léger ruban de soie. Le cortège s'arrête devant cette fragile barrière et les marguillières de la chapelle de la Vierge présentent, à la mariée d'abord et tour à tour ensuite à chaque cavalier, des bouquets de fleurs dans une corbeille de satin brodé en or. La cavalcade prend les fleurs et jette dans la corbeille de menues monnaies qui servent à l'entretien de la chapelle ; le ruban tombe et le cortège continue sa route, accompagné jusqu'au bout du village par les marguillières.
Dans le Capcir, le mariage ne s'accomplit pas sans d'étranges formalités. Quand un jeune homme, après s'être fait aimer d'une jeune fille, s'est fait agréer par le père, tous ses parents et ses amis se rendent avec lui en grande cérémonie dans la demeure de la fiancée : toutes les conditions ont été prévues et déterminées, cependant le père feint une grande surprise à la vue de ce nombreux cortège qui vient lui soumettre la demande du jeune homme. Il se lève gravement, marche vers la chambre de sa fille et cogne à la porte. Toutes les sœurs de la fiancée se sont réunies chez elle avec ses jeunes compagnes. La porte s'ouvre et toutes sortent les unes après les autres. « Est-ce celle-ci que vous désirez pour épouse ? » demande le montagnard au jeune homme en lui désignant chaque jeune fille. « Non », répond-il ; la demande et la réponse se renouvellent jusqu'à ce qu'enfin la fiancée se présente. « Voici celle que je désire », dit alors le jeune homme. « Prends-la donc », répond le père en mettant la main de la jeune fille dans celle de son époux.
Lorsque le jour de la cérémonie est arrêté, le marié se rend tout seul à l'église. La fiancée y marche accompagnée de sa famille et des invités, tandis que le plus proche parent du futur marié lui donne le bras ; avant de partir il lui a chaussé lui-même une paire de souliers dont il lui fait présent. Dans tout le Roussillon, avant de donner la bénédiction nuptiale, les prêtres ne se contentent pas du simple « oui », ils font répéter mot pour mot à la mariée la formule de l'engagement réciproque. Toutes les noces, comme ailleurs, se terminent par des festins qui réunissent autour d'une table commune, parents, amis et invités.

## Langage
Malgré son interdiction officielle le 2 avril 1700 sur le plan administratif, la langue catalane est encore la seule en usage parmi la population du Roussillon vers 1835. Cependant, la langue française a envahi les villes en 1842 et l'idiome catalan recule devant elle à cette époque. Au niveau scolaire, une association d'écoles catalanes des Pyrénées-Orientales, appelée La Bressola, enseigne le catalan en immersion linguistique depuis 1976.
Par ailleurs, la phonétique du français du Roussillon est plus proche de celle du catalan que de celle du français standard.

## Régime alimentaire
Au XIXe siècle, si l‘hiver est plus âpre que de coutume, si les pluies d’automne ont balayé le flanc des montagnes, si la tramontane a couché sa jeune moisson, le paysan roussillonnais jeûnera toute l’année. La famille se nourrira de plantes arrachées au hasard et cuites pêle-mêle dans une grande marmite suspendue au-dessus du foyer et les petits enfants souffriront en attendant des jours meilleurs. Il y a des hivers si rudes à cette époque, que quelques pommes de terre bouillies dans l’eau sembleraient aux montagnards le mets le plus exquis.

## Costumes

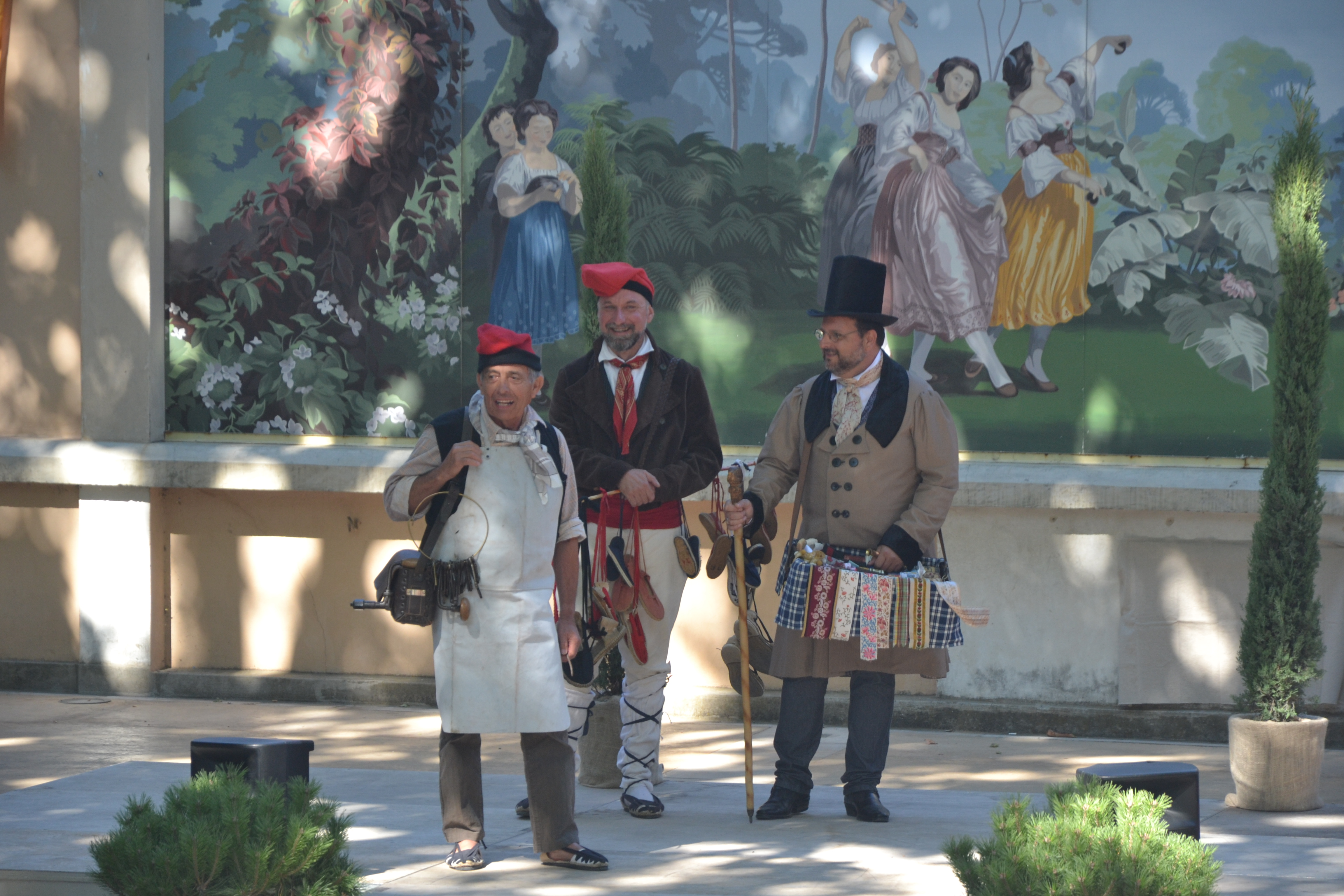
Costumes masculins perpignanais.
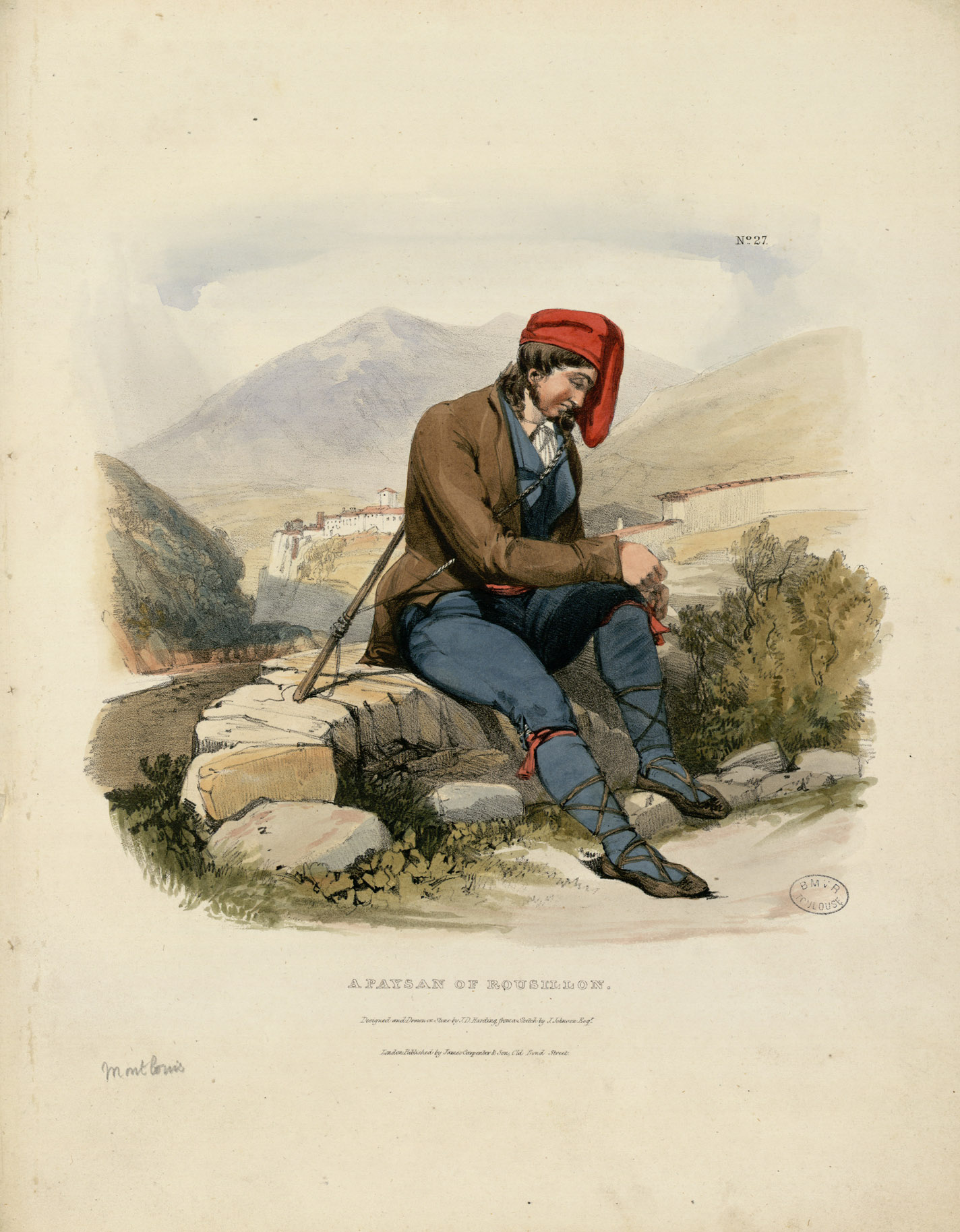
Costume masculin du XIXe siècle.
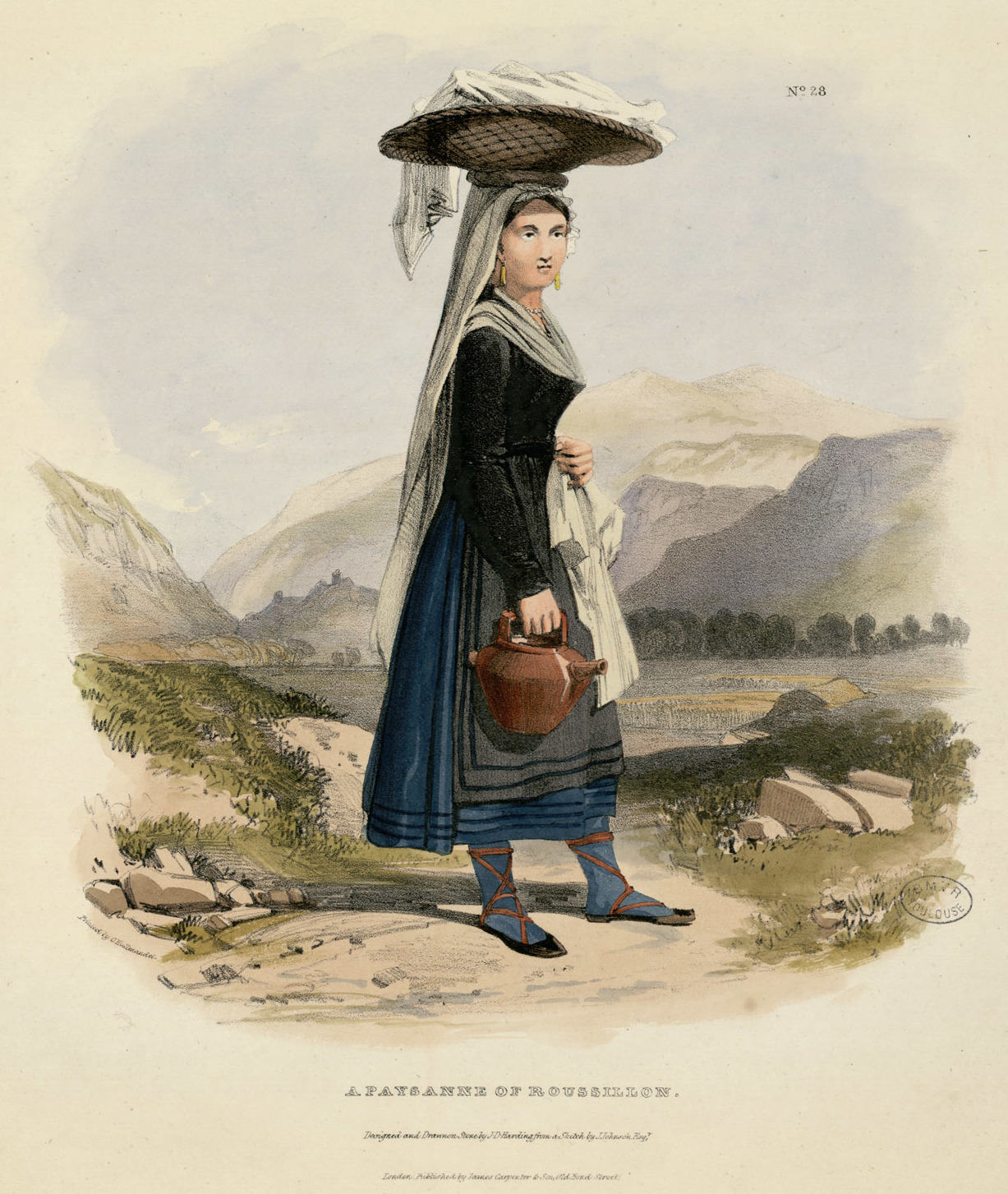
Costume féminin du XIXe siècle.
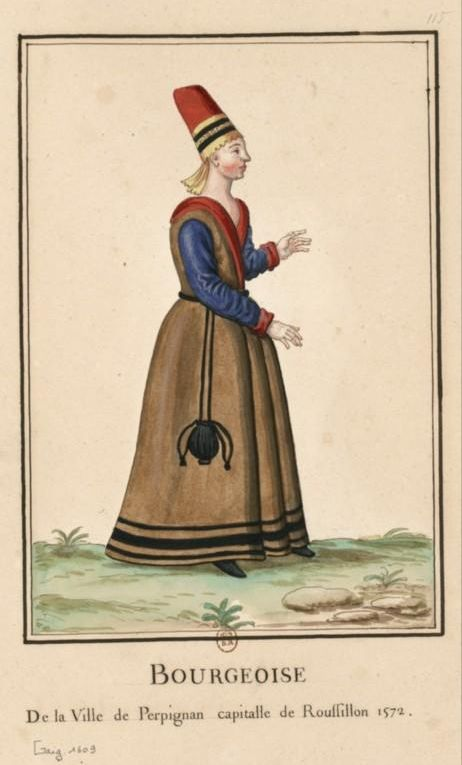
Costume d'une bourgeoise perpignanaise de 1572.

Vers 1835, les femmes du département des Pyrénées-Orientales ont pour coiffure un mouchoir qui, étendu comme un voile sur le derrière de la tête, s'attache par les deux bouts sous le menton et pend en pointe sur les épaules. Un nœud de rubans noirs, placé à l'origine des cheveux, recouvre leurs fronts ; leur ceinture est fortement serrée par un corset lacé sur le devant. Leur jupe courte, à plis amples et multipliés, laisse voir les jambes qui sont recouvertes par des bas de couleur soigneusement tirés. Les Roussillonnaises portent en outre dans la mauvaise saison, un léger capuchon qu'elles replient carrément sur leur tête lorsqu'elles en sont embarrassées, ou qu'elles laissent flotter sur leurs épaules quand elles veulent se garantir du vent des montagnes. 
À la même époque, les hommes ont un long bonnet rouge, pendant derrière le dos ; une veste courte, une ceinture rouge tournant plusieurs fois autour des reins et un large pantalon flottant ; des souliers ou des « spardilles » complètent leur costume.

## Évolution démographique
| 1701   | 1767    | 1787    |
| ------ | ------- | ------- |
| 80 369 | 102 647 | 143 698 |

## Migrations et diaspora
La population roussillonnaise a entre autres migré à Paris au XXe siècle. En 1932, ils sont une part des 34 700 Pyrénéens qui habitent la capitale parisienne.